# Fernando António Baptista Branco
Fernando Branco (Coimbra, 27 de janeiro de 1953) é um engenheiro civil, investigador e professor catedrático do Instituto Superior Técnico.

## Carreira
Foi docente no Instituto Superior Técnico desde 1974, onde lecionou disciplinas nas áreas de estruturas e de construção, tendo autonomizado esta última área de que foi responsável até à aposentação.
Foi o responsável pelo IST de projetos de investigação financiados, nacionais, europeus e Estados Unidos. Foi orientador, ou coorientador de 23 Doutoramentos e 98 Mestrados. Coautor em 15 livros, em 500 publicações científicas, em mais de 1000 relatórios técnicos e de 8 patente. 
Foi presidente da Associação Portuguesa de Engenharia de Estrutura (APEE), do European Council of Civil Engneers (ECCE) e da International Association for Bridge and Structural Engineering (IABSE). É senador honorário do Fórum Económico Europeu, atribuído por Jean Claude Juncker, então presidente da Comissão Europeia, e é membro honorário da IABSE.
Realizou estudos para grandes obras de engenharia entre as quais se referem Ponte de S. João, Ponte Internacional do Guadiana em V. Real St. António, Ponte da Amizade Macau-Taipa, Ponte 25 de Abril e Viadutos, Aeroporto do Funchal, Ponte Vasco da Gama, Centro Cultural de Belém, Central do Pego, Estádio da Luz, Centro Champalimaud.
Integrou a Assembleia de Representantes da Ordem dos Engenheiros, tendo assumido durante vários anos a presidência do Conselho Nacional de Colégio de Engenharia Civil dessa Ordem profissional. Em 2022 assume a sua candidatura a Bastonário da Ordem dos Engenheiros.
Foi investigador em temas da história de Portugal, nomeadamente sobre a hipótese da origem portuguesa de Cristóvão Colombo e o significado das Painéis de São Vicente, tendo sido nomeado Membro Honorário da Academia Portuguesa de História

## Prémios e distinções atribuídos
- Menção Honrosa do Prémio de Transferência de I&D (UTL). 2008[9]
- Prémio de Mérito (UTL) 2008[9]
- Harting Award (Society for Experimental Mechanics) 2009[9]
- Polish Government Diploma (Mr. Janusz Piechocinski) 2014[9]
- WIBE International Competition Merit Award (BERD-FEUP WIBE) 2018[9]
- Advisory Professor (Tongji University) 2019[9]
- Distinguished Professor (Instituto Superior Técnico) 2019[9]
- Honorary Membership (IABSE) 2020[9]

## Obras publicadas
- Branco, F. A.; Green, R. - "Composite Box Girder Bridges ". Steel-Concrete Composite Structures, Stability and Strength, CAP. 9 , Ed. R. Narayanan, Elsevier Applied Pub., England,1988.
- Branco, F. A.; Azevedo, J.; Correia, M.; Costa, A. - "Estudo do Comportamento Dinâmico da Ponte do Guadiana". Pontes Atirantadas do Guadiana e do Arade. Módulo 4, p.241, Ed. J. Fernandes, L. O. Santos, LNEC, 1993.
- Branco, F. A.; Garcia, A. - "R&D in Construction: The Portuguese Situation". Innovation in Construction – An International Review of Public Policies. Chap.14, pp.271-302. Ed. André Manseau & George Seaden. Spon Press, London, 2001.
- Branco, F. A.; Mendes, P.; Guerreiro, L. - "Damping Systems in Vasco da Gama Bridge". Inteligent Structures. An Overview on the Ongoing European Research. Cons. Editor. Fridericiana. Napoli, 2004.
- Branco, F. A.; Brito, J. -" Handbook of Concrete Bridge Management " – Ed. American Society of Civil Engineers, 468pp., Reston, Dez., 2004
- Ferreira, J.; BRANCO, F.A. - "The use of GRC as Structural Material". Experimental Techniques, Society for Experimental Mechanics, nº May-June 2007. (2009 Harting Award, USA);
- Gonilha, J.A.; Correia, J.R.; BRANCO, F.A. - "Structural behaviour of a GFRP-concrete hybrid footbridge prototype: Experimental tests and numerical and analytical simulations". Engineering Structures, V. 60, February 2014;
- Matikainen, Y.; Branco, F. A.; Economopoulos, V." 30 Years of ECCE History " – Ed. ECCE, London, 2016
- BRANCO, F.A. - “Cristóvão Colon – Nobre Português”, Lisboa, Chiado Books, 2012
- BRANCO, F.A. – “Os Novos Painéis de S. Vicente”, Lisboa, Chiado Books, 2018
- BRANCO, F.A. – “A Última Aula”, Lisboa, ISTPress, 2021